# Gymnasium Bornbrook
Das Gymnasium Bornbrook ist ein staatliches Gymnasium im Hamburger Stadtteil Lohbrügge.

## Geschichte
Das Gymnasium wurde 1970 gegründet und startete mit drei fünften Klassen in der Schule Friedrich-Frank-Bogen in Bergedorf-West. Der Name des Gymnasiums bezieht sich auf die naheliegende Seitenstraße Bornbrook. Zur Zeit der Gründung führte das Gymnasium für kurze Zeit den Namen Gymnasium Schulenburgring, um dann in Gymnasium am Bornbrook umbenannt zu werden. Schließlich kam es später zum jetzigen Namen Gymnasium Bornbrook. Ebenfalls 1970 wurden die drei zweigeschossigen Pavillons erbaut, die jedoch erst ab 1972 vom Gymnasium genutzt werden konnten, da die Räumlichkeiten bis dahin von der Schule Mendelstraße genutzt wurden. Im mittleren der drei Pavillons befindet sich ein unterirdischer Schulschutzraum mit 700 Plätzen. 1975 wurde das Hauptgebäude mit der großen Pausenhalle eingeweiht.
2012 wurden Gebäude des Gymnasiums asbestsaniert. Von 2016 bis 2020 wurden die Schulgebäude in mehreren Bauabschnitten energetisch saniert und auf den aktuellen Stand der Brandschutzvorschriften gebracht. Dafür war ein Budget von knapp 10 Millionen Euro vorgesehen.

## Lage und Architektur
Das etwa 28.000 m² große Schulgelände befindet sich nördlich der Lohbrügger Landstraße, inmitten der Siedlung Lohbrügge-Nord mit ihren mehrgeschossige Wohngebäuden aus den 1960er Jahren. Nördlich schließt an das Schulgelände ein Grünzug entlang des Bornmühlenbachs an, südlich die Grundschule Mendelstraße.
Zum Gymnasium Bornbrook zählen fünf Gebäude: das Hauptgebäude, drei Pavillons und eine Sporthalle. Im zwei- bis dreigeschossigen Hauptgebäude (6.910 m² Nutzfläche) sind die Verwaltung, allgemeine Unterrichtsräume, Fachräume und die Mensa untergebracht. Die Sporthalle hat die Größe einer Dreifeldhalle, und wird auch von umliegenden Sportvereinen genutzt.

## Schulisches Profil
Das Gymnasium ist eine offene Ganztagsschule mit Berufsorientierung. Das Gymnasium wurde mehrfach als Schule mit vorbildlicher Berufsorientierung ausgezeichnet, unter anderem von der Landesarbeitsgemeinschaft „SCHULEWIRTSCHAFT Hamburg“. Zu den Angeboten gehört die Teilnahme am Berufseignungstest des geva-Instituts.
Am Gymnasium Bornbrook wird für den Jahrgang 5 die „Bläserklasse“ als Wahlpflichtfach angeboten. Zunächst erhalten die Schüler für zwei Jahre ein ihnen zugewiesenes Musikinstrument, für das sie in dem Jahr auch Instrumentenunterricht erhalten. Hiernach können die Schüler der Bigband „Hobys“ beitreten. Später schließen sich die „Junior-Big-Band“ und die „Gymbo-Big-Band“ an.
Das Orchester der Schule führt klassische Stücke auf. Als Vorbereitung für das Orchester dient die Streichergruppe, in der ein Streichinstrument erlernt werden kann.
Neben dem Unterstufenchor für die Jahrgänge 5–7 gibt es den Bornbrook-Chor, der auch an Wettbewerben teilnimmt. Beide Chöre präsentieren sich auf dem alljährlichen Weihnachtskonzert.

## Bekannte Schulangehörige und Ehemalige
- Ingo Langhans, Deutschlehrer und Schulbuchautor, von 2011 bis 2019 stellvertretender Schulleiter am Gymnasium Bornbrook
- Gudrun Köncke (* 1963), Politikerin (GAL), Lehrerin am Gymnasium Bornbrook
- Zhi Gin Lam (* 1991), Fußballer, Schüler am Gymnasium Bornbrook
- Guido Schröter, Comiczeichner, Abitur am Gymnasium Bornbrook
- Chris Tall (* 1991), Stand-up- und Filmkomiker
- Rolf Niese (* 1943), Mitglied des Deutschen Bundestags von 1987 bis 2002 (SPD), Lehrer am Gymnasium Bornbrook von 1974 bis 1987